# Sèrie harmònica

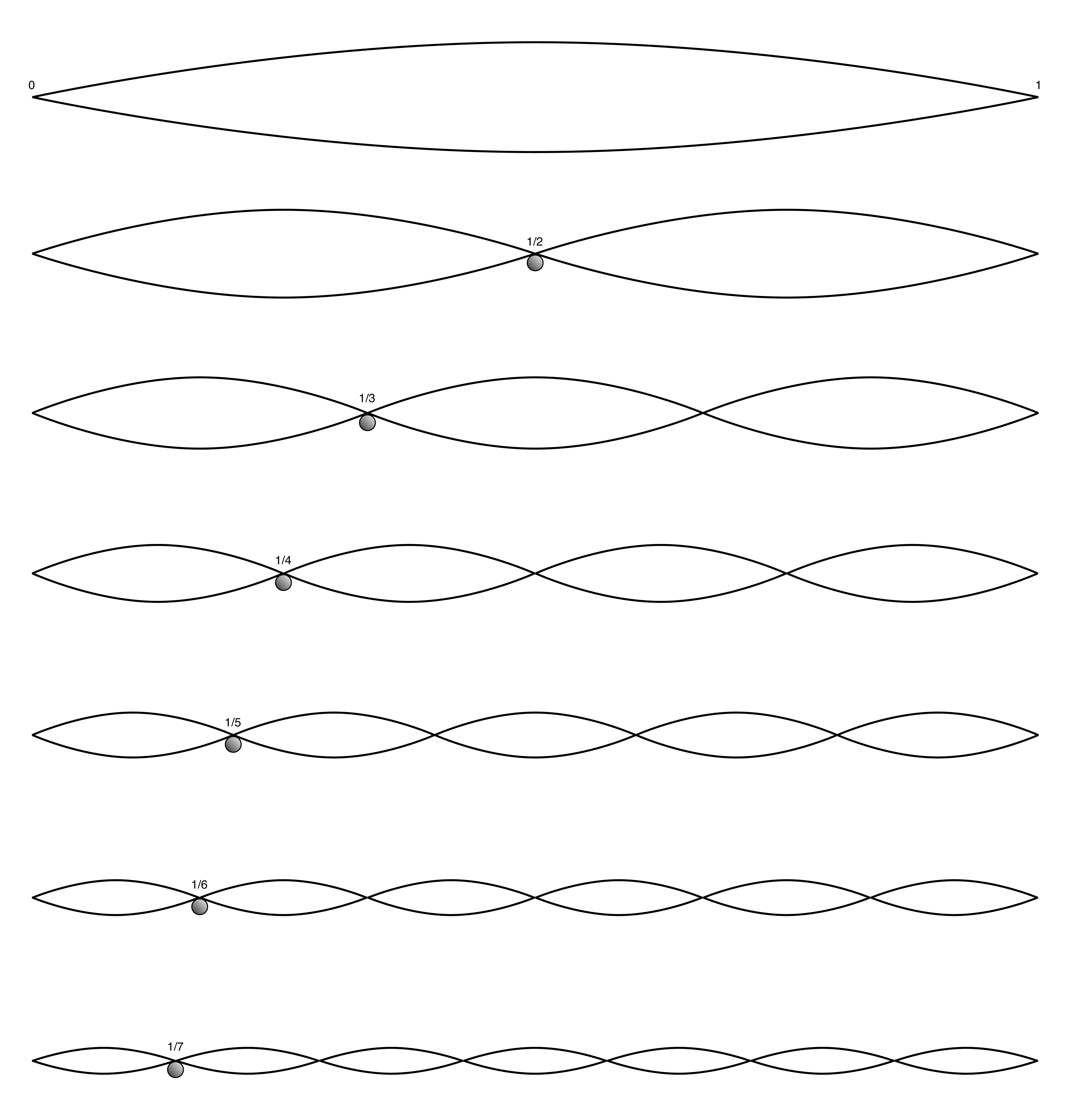
Hudební sèrie harmònica

En matemàtiques, la sèrie harmònica és la sèrie infinita:
{\displaystyle \sum _{k=1}^{\infty }{\frac {1}{k}}=1+{\frac {1}{2}}+{\frac {1}{3}}+{\frac {1}{4}}+\cdots }
S'anomena harmònica perquè les longituds d'ona dels harmònics d'una corda vibrant són proporcionals a 1, 1/2, 1/3, 1/4, .... És una sèrie divergent (tot i que divergeix molt lentament). La primera demostració de la seva divergència fou presentada per Nicole d'Oresme al segle xiv, i es basa en notar que el 3r i 4t termes, 1/3 + 1/4, sumen més que 1/2, que el 5è, 6è, 7è i 8è termes, 1/5 + 1/6 + 1/7 + 1/8, també sumen més que 1/2, etc.; és a dir, que prenent 2, 4, 8, 16, ... termes sempre es poden formar grups de valor superior a 1/2; per tant, la sèrie divergeix. Una altra demostració, molt relacionada amb la d'Oresme, és notar que la sèrie harmònica és superior, terme a terme, a la sèrie
{\displaystyle \sum _{k=1}^{\infty }2^{-\lceil \log _{2}k\rceil }\!=1+\left[{\frac {1}{2}}\right]+\left[{\frac {1}{4}}+{\frac {1}{4}}\right]+\left[{\frac {1}{8}}+{\frac {1}{8}}+{\frac {1}{8}}+{\frac {1}{8}}\right]+{\frac {1}{16}}\cdots }
{\displaystyle =\quad \quad 1+\ {\frac {1}{2}}\ +\ \quad {\frac {1}{2}}\ \quad +\ \qquad \quad {\frac {1}{2}}\qquad \ \quad \ +\ \quad \ \cdots }
La sèrie harmònica alterna definida com:
{\displaystyle \sum _{k=1}^{\infty }{\frac {(-1)^{k+1}}{k}}=1-{\frac {1}{2}}+{\frac {1}{3}}-{\frac {1}{4}}+\cdots =\ln 2}
és convergent a ln 2, de fet conseqüència de la sèrie de Taylor del logaritme natural.
La sèrie harmònica generalitzada (o sèrie p) és qualsevol sèrie de la forma:
{\displaystyle \sum _{n=1}^{\infty }{\frac {1}{n^{p}}}}
essent p un nombre real positiu. La sèrie és convergent si p > 1 i divergent en els altres casos. Quan p = 1 la sèrie és precisament la sèrie harmònica. Quan p > 1 la suma de la sèrie és ζ(p), és a dir, la funció zeta de Riemann avaluada a p.

### Propietats de la sèrie harmònica
Per a estudiar la sèrie harmònica es numera cada so amb un índex, començant pel so fonamental que correspon al número u. Una propietat important de la sèrie és el fet que les proporcions (les raons o quocients) entre els índexs respectius de dos sons qualsevol, és també la proporció entre les freqüències vibratòries d'aquests sons; aquesta proporció caracteritza al mateix interval entre dues notes de qualsevol tipus, quan les seves freqüències es troben en la mateixa proporció. Per exemple: si l'interval existent entre els harmònics 3 i 2 és una cinquena, la proporció 3:2 representa també a totes les cinquenes justes.
El primer so de la sèrie, o so fonamental, té una freqüència que coincideix amb la de la nota l'altura de la qual es percep. La resta dels sons s'afegeixen a aquest sense alterar la seva altura aparent, perquè l'oïda fon o integra tots els harmònics en una sola sensació.
El segon so de la sèrie (que en espanyol es denomina «primer harmònic») té una freqüència doble de la del primer. La seva altura és una octava per sobre d'aquell.
El tercer so té una freqüència triple de la del primer, i està en una proporció de 3 a 2 amb la del segon; la seva altura és una cinquena justa per sobre d'aquest, i una dotzena (interval compost per una octava més una cinquena) per sobre del primer.
El quart so té una freqüència doble de la del segon; la seva altura serà una octava per sobre d'aquest i, per tant, seran dues octaves per sobre del fonamental. Cada vegada que el número d'ordre (o índex) d'un harmònic és doble, la seva altura estarà sempre una octava per damunt.
Si bé l'interval d'octava està ben representat en el pentagrama, perquè és una proporció fixa de 2 a 1, amb la cinquena justa i altres intervals (com veurem més endavant) no succeeix el mateix, perquè existeixen diversos tipus de cinquena, les diferències de la qual la notació convencional no té en compte en absolut. Les alteracions clàssiques com el bemoll i el sostingut no són adequades per a expressar les petites diferències o comes entre intervals equivalents en el sentit del llenguatge musical.
El so número cinc es troba una tercera major per sobre del so número quatre. D'acord amb l'expressat en el paràgraf anterior, la tercera major que hi ha entre els sons 4 i 5 de la sèrie harmònica és apreciablement més petita que la tercera major del sistema temperat, i aquesta diferència no queda reflectida en la notació convencional basada en un pentagrama.
Un altre punt ocorre amb els sons 5 i 6 la distància dels quals és d'una tercera menor: es tracta d'un interval relativament gran quan es compara amb la tercera menor del sistema temperat o del sistema de Pitàgores. El so 6 té un índex doble del 3 i està una octava sobre ell; també forma una proporció 3:2 sobre el so 4 i, per tant, està a una distància de cinquena sobre ell.
El so número 7 era rebutjat per Zarlino (1517-1590) com a vàlid per a construir intervals. De fet, la seva altura no pot representar-se amb la suficient aproximació en el pentagrama. La seva separació amb el so número 6 podria considerar-se una tercera menor molt petita, i amb el so 8 formaria una segona major molt gran.
El so 8 té un índex doble del 4 i el seu so corresponent estarà (una vegada més) una octava per sobre d'aquest.
Els sons 8, 9 i 10 deixen entre sí dos intervals successius de segona major de diferent amplitud (perquè no és el mateix 9/8 que 10/9). El to que hi ha entre els sons 8 i 9 és un "to gran" i el que hi ha entre els sons 9 i 10 és un "to petit".
De manera similar al que ocorre amb el so 7 de la sèrie, el número 11 no té una representació adequada en el pentagrama. El seu interval des del so 10 seria un to molt reduït.
El so 12 és doble del 6 i forma una octava amb ell. També està en la proporció 3:2 sobre el so 8 i està a una distància de cinquena sobre ell.
La representació en el pentagrama del so 13 sofreix el mateix problema que l'11 i el 7.
El so 14 no escapa a la peculiaritat ja esmentada per al so 7, però podem assegurar que forma una octava per sobre d'aquest per ser doble el seu índex.
El so 15 està en proporció de 3 a 2 amb el 10, la qual cosa el situa a una cinquena sobre ell.
El so 16 és, d'acord amb la mateixa lògica aplicada fins ara, un so situat una octava per sobre del 8 i quatre octaves per sobre de la fonamental. L'interval que el separa del so 15 és una segona menor o semitono diatònic. Aquest semitono és gran comparat amb el semitono temperat; tinguem en compte que la tercera major entre els sons 15 i 12 és igual a la que hi ha entre els sons 5 i 4 (és per tant una tercera major petita). Sent la quarta entre el 12 i el 16 d'una mesura molt similar a la quarta temperada, no és estrany que el semitono que resulta de la diferència entre la quarta i la tercera major, sigui més gran quan la tercera major és més petita, i viceversa. Aquesta segona menor "gran" és la que els intèrprets que afinen pel sistema just apliquen per a la interpretació de la música antiga.
Un estudi simplificat de la sèrie harmònica pot acabar en l'harmònic 16, però ha de tenir-se en compte que, en teoria, la sèrie s'estén fins a l'infinit i que no és estrany trobar, en l'anàlisi de sons reals, 30 o 40 harmònics. A partir del so 16, l'interval entre dos sons successius és menor que un semitono. En general, la contribució d'un harmònic a la recepta d'un timbre és menor com més elevat és el seu número d'ordre, per la qual cosa un filtrat de les components més agudes pot tenir una influència menyspreable en el timbre a partir d'un cert harmònic.